# Buzoești (gmina)
Buzoești – gmina w Rumunii, w okręgu Ardżesz. Obejmuje miejscowości Bujoreni, Buzoești, Cornățel, Curteanca, Ionești, Podeni, Redea, Șerboeni, Tomșanca, Vlăduța i Vulpești. W 2011 roku liczyła 15 000 mieszkańców.